# Sid Simpson

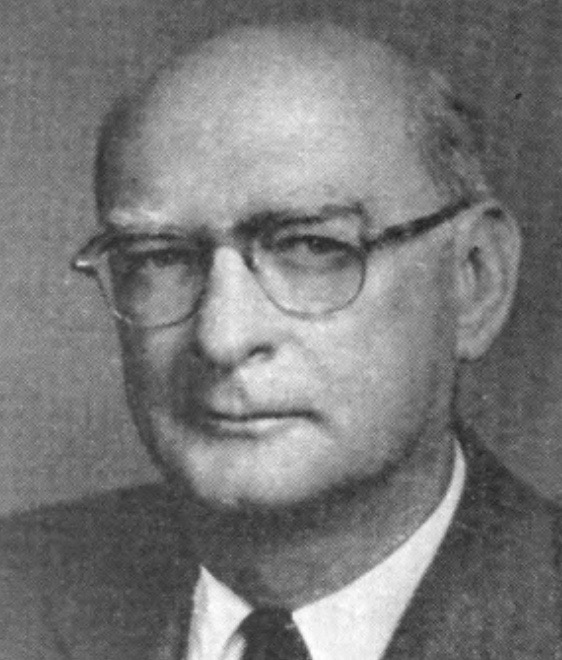
Sid Simpson, 1957

Sidney Elmer „Sid“ Simpson (* 20. September 1894 in Carrollton, Illinois; † 26. Oktober 1958 in Pittsfield, Illinois) war ein US-amerikanischer Politiker. Zwischen 1943 und 1958 vertrat er den Bundesstaat Illinois im US-Repräsentantenhaus.

## Werdegang
Sid Simpson besuchte die öffentlichen Schulen seiner Heimat und die Carrollton High School. Während des Ersten Weltkriegs diente er in der US Army. Dabei war er auf dem europäischen Kriegsschauplatz eingesetzt. Danach gründete er die Firmen Simpson Motor Co. und Simpson Bus Co. Außerdem schlug er als Mitglied der Republikanischen Partei eine politische Laufbahn ein. Dabei wurde er deren Bezirksvorsitzender im Greene County. Zeitweise fungierte er auch als Stadtkämmerer in Carrollton. Außerdem gehörte er dem dortigen Bildungsausschuss an.
Bei den Kongresswahlen des Jahres 1942 wurde Simpson im 20. Wahlbezirk von Illinois in das US-Repräsentantenhaus in Washington, D.C. gewählt, wo er am 3. Januar 1943 die Nachfolge des Demokraten James M. Barnes antrat. Nach sieben Wiederwahlen konnte er bis zu seinem Tod am 26. Oktober 1958 im Kongress verbleiben. In seine Zeit im Kongress fielen das Ende des Zweiten Weltkrieges, der Beginn des Kalten Krieges, der Koreakrieg und innenpolitisch die Bürgerrechtsbewegung. Von 1953 bis 1955 war Simpson Vorsitzender des Ausschusses zur Verwaltung des Bundesbezirks District of Columbia. Zum Zeitpunkt seines Todes war er bereits von seiner Partei zur Wiederwahl nominiert worden. Statt seiner wurde dann seine Frau Edna in den Kongress gewählt.